# دانیل دوتئل
دانیل دوتئل (انگلیسی: Daniel Dutuel؛ زادهٔ ۱۰ دسامبر ۱۹۶۷) بازیکن فوتبال اهل فرانسه است.
از باشگاه‌هایی که در آن بازی کرده‌است می‌توان به باشگاه فوتبال المپیک مارسی، باشگاه فوتبال رئال وایادولید، باشگاه فوتبال اوسر، باشگاه فوتبال بوردو، و باشگاه فوتبال سلتاویگو اشاره کرد.